# Bröllopsduellen
Bröllopsduellen (eng:Bride Wars) är en amerikansk komedifilm från 2009 i regi av Gary Winick. Filmen hade premiär i Sverige den 16 januari 2009 och släpptes på DVD den 20 maj 2009.

## Handling
Emma (Anne Hathaway) och Liv (Kate Hudson) har varit bästa vänner hela sitt liv. De har planerat sina drömbröllop hela livet. När det väl är dags att gifta sig lyckas båda få hjälp av sin största idol, bröllopsgurun Marion St. Claire (Candice Bergen). Det visar sig så småningom att något gått fel i inbokningen av bröllopen. Istället för olika datum, kommer nu bröllopen att äga rum på samma tidpunkt, vilket inte är möjligt eftersom väninnorna ska vara brudtärnor på varandras bröllop. Någon av dem måste ändra lokal, men ingen vill och snart är kriget dem emellan ett faktum.

## Medverkande
- Kate Hudson - Olivia "Liv" Lerner
- Anne Hathaway - Emma Allan
- Bryan Greenberg - Nathan "Nate" Lerner
- Chris Pratt - Fletcher Flemson
- Steve Howey - Daniel Williams
- Candice Bergen - Marion St. Claire